# Cnidoscolus fimbriatus
Cnidoscolus fimbriatus är en törelväxtart som beskrevs av Breckon och Francisco Javier Fernández Casas. Cnidoscolus fimbriatus ingår i släktet Cnidoscolus och familjen törelväxter.
Artens utbredningsområde är Venezuela. Inga underarter finns listade i Catalogue of Life.